# Шон Дайч
Шон Дайч (англ. Sean Dyche, нар. 28 червня 1971, Кеттеринг) — англійський футболіст, який грав на позиції захисника. По завершенні ігрової кар'єри — футбольний тренер.
Виступав, зокрема, за клуби «Честерфілд» і «Вотфорд».

## Ігрова кар'єра
У дорослому футболі дебютував 1989 року виступами за команду клубу «Ноттінгем Форест», у якій провів один сезон. 
У 1990 році приєднався до клубу «Честерфілд». Відіграв за клуб з Честерфілда наступні сім сезонів своєї ігрової кар'єри. Більшість часу, проведеного у складі «Честерфілда», був основним гравцем захисту команди.
Згодом з 1997 по 2002 рік грав у складі команд клубів «Бристоль Сіті», «Лутон Таун» та «Міллволл».
У 2002 році уклав контракт з клубом «Вотфорд», у складі якого провів наступні три роки своєї кар'єри гравця. Граючи у складі «Вотфорда» також здебільшого виходив на поле в основному складі команди.
Завершив професійну ігрову кар'єру у клубі «Нортгемптон Таун», за команду якого виступав протягом 2005—2007 років.

## Кар'єра тренера
Розпочав тренерську кар'єру, повернувшись у футбол після невеликої перерви, 2011 року, очоливши тренерський штаб клубу «Вотфорд».
2012 року очолив тренерський штаб команди «Бернлі».
Став тренером місяця в Чемпіоншипі у вересні 2013 року.
Повернув команду до англійської Прем’єр-Ліги, де клубу був відсутній 4 роки.
5 лютого 2016 року продовжив контракт з клубом.
23 січня 2018 року Дайч підписав новий контракт з клубом до літа 2022 року, а сезон «Бернлі» закінчили сьомими. Той сезон завершився виходом до кваліфікації Ліги Європи УЄФА вперше за 51 рік для клубу. Це був найкращий сезон для «Бернлі» з 1974 року, коли вони закінчили турнір шостими. Після цього паб «The Princess Royal» змінив свою назву на «The Royal Dyche» в честь тренера.
15 квітня 2022 року Дайча було звільнено з посади головного тренеру «Бернлі», він пропрацював в клубі дев’ять з половиною років. За 8 ігор до кінця сезону команда відставала від «Евертона» на 4 очки і знаходилася у зоні вильоту.
30 січня 2023 було оголошено про призначення Шона Дайча головним тренером «Евертона». 